# 津波情報
津波情報（つなみじょうほう）とは、気象庁が津波警報及び津波注意報を補完する情報の発表を行うものである。

## 津波到達予想時刻・予想される津波の高さに関する情報
- 津波予報が発表された全ての予報区における津波到達予想時刻、予想される津波の高さの予報が発表される。
- 津波到達予想時刻は10分単位、予想時刻を過ぎている場合には「既に津波到達と推測」と発表。
- なお、津波注意報・警報の切替で予報が更新された場合において津波が観測された場合には「津波到達を確認」と発表される。
- 津波減衰による津波注意報・警報の切替の場合は、当情報は発表されない。
- 予想される津波の高さは津波警報、津波注意報の予報カテゴリに準拠する。
- 津波警報、津波注意報が発表されていない沿岸に対しては「これ以外の沿岸でも、若干の海面変動があるかもしれませんが、被害の心配はありません」と発表される。
- なお、これらの予想はやや高めの設定になっている。
- これらの情報に加え、震源に関する情報が発表される。

## 各地の満潮時刻・津波到達予想時刻に関する情報
- この情報では予報区単位に加え、津波観測点を中心とした地点ごとの津波到達予想時刻が発表される。
- 各地点の直近の満潮時刻（1分単位）が発表される。予報区には付記しない。
- これらの情報に加え津波警報、津波注意報の発表状況、震源に関する情報が付記される。

## 津波観測に関する情報
この情報は津波の観測状況が更新され次第随時発表され、津波警報、津波注意報が全て解除された場合にも発表される。

### 各地の検潮所で観測した津波の観測値
- 検潮所において実際に津波が観測された場合に全観測点の観測値が発表される。
- 第1波、最大波の高さを0.1 m単位、時刻を1分単位で発表する。
- 第1波においては押しの津波か引きの津波かを付記する。
- 津波の観測状況によっては「微弱」「不明」「第1波識別不能」「今後最大波到達」を用いる。
- 停電や通信回線の断線、津波そのものによって検潮所が破壊されるなどして、測定範囲を超えた地点に対しては、「○○.○m以上」と用いる。
- GPS波浪計の観測点は第一波の観測時刻のみが記述され、観測値は「不明」とされる。

### 沖合のGPS波浪計で観測した津波の観測値
- 検潮所の観測値との混同を避けるためGPS波浪計での観測値のみをまとめて記述される。
- 観測情報は検潮所と同じ様式になるが、沖合の観測値のため沿岸ではさらに高くなることに注意が必要である。

### 沖合のGPS波浪計付近の沿岸で推定される津波の高さ
- GPS波浪計の近くの沿岸における到達予想時刻と予想される津波の高さが観測値を踏まえて発表される。
- 東北地方太平洋沖地震直後に気象庁は津波の高さ6mと予想したが、陸地への津波到達10分前に沖合のGPS波浪計は6.7mを観測し予想を10m以上に引き上げた。しかし、地震や余震による停電などで通信回線が途絶え警報・注意報などにいかされなかった[1]。

### 津波情報に活用している沖合のGPS波浪計
2011年10月現在
- 青森深浦沖
- 秋田男鹿沖
- 山形酒田沖
- 青森八戸沖
- 岩手久慈沖
- 岩手宮古沖
- 岩手釜石沖
- 気仙沼広田湾沖（宮城）
- 宮城金華山沖
- 福島小名浜沖
- 静岡御前崎沖
- 三重伊勢湾口[1]
- 三重尾鷲沖
- 和歌山白浜沖
- 徳島海陽沖
- 高知室戸沖[1]
- 高知足摺岬沖
- 宮崎日向沖[1]

### テレビにおける津波
- 学ぼうBOSAI
  - 地球の声を聞こう「津波はどうして起きる?」
  - 地球の声を聞こう「津波から命を守るには?」

### その他
- これらの情報に加え津波警報、津波注意報の発表状況、震源に関する情報が付記される。
- GPS波浪計のデータは無線で沿岸の受信局に送られ、さらに地上の回線を通して国土交通省港湾事務所などを経て、港湾空港技術研究所に集約され気象庁などに配信される。東北地方太平洋沖地震の津波到達後に地上の回線の断絶や停電によりこれらの通信網は十分機能せず、国土交通省は2012年度中にGPS波浪計のデータ受信段階から通信衛星を利用する通信回線補完を行う計画である[1]。